# Willem Smit (1946)
Willem Marten Smit (1946–2025) was een Nederlands ondernemer die aandeelhouder en investeerder was in meerdere ondernemingen.

## Levensloop
Smit genoot zijn opleiding bij IBM en 's avonds studeerde hij economie bij het Instituut voor Sociale Wetenschappen.
In 1976 richtte hij Datex Software B.V. op, wat bij de beursgang in 1985 gegroeid was van 20 tot 900 medewerkers. 5 jaar op rij werden onder zijn leiding de winsten verdubbeld. In 1987 volgde een fusie met Getronics, waarna Willem Smit het automatiseringsbedrijf Newtron opzette en mede financierde. Newtron, dat in 1990 naar de beurs ging, bestond naast het mede door Nina Brink opgerichte A-Line Technologies onder andere uit Ordina, Alpha, Topdata, ID-Systems, IC Europe en Positronika. Neelie Smit-Kroes was hier van september 1990 tot januari 1991 voorzitter van de Raad van Commissarissen, maar vertrok daar omdat zij zich niet kon vinden in de heersende moraal binnen Newtron. In 1992 verdween het van de beurs en werd het overgenomen door Ordina.
Willem Smit werd destijds gevraagd door de NMB (voorganger van de ING) om samen met de heer Van de Brink Newtron te redden en werd daarom aangesteld als directeur. Samen met Van de Brink heeft Willem Smit de constructie van ––se takeover door beursgenoteerde Ordina bedacht; dat bleek een succesvolle strategie te zijn voor bedrijf en beleggers.
Nadien, tot 2002, bekleedde Willem Smit geen directiefunctie meer bij een onderneming. Hij investeerde wel als informele investeerder en venture capitalist in tientallen bekende bedrijven, waaronder bekende namen als Twijnstra Gudde (beursgenoteerd en verzelfstandigd via een managementbuy-out), Air Holland (voor beursgang), Microlife (verkocht aan J. Kuyten), Ordina, Newtron, Groupe Courtier en onbekende bedrijven, waarvan een aantal succesvol en een aantal niet.
Zo was hij nauw betrokken bij het in Hoofddorp gevestigde Internoc, wat zich bezighield met "netwerk-beheer op afstand". In 1997 ging ook dat bedrijf met destijds 25 werknemers naar de beurs, maar in dit geval was het de Brusselse effectenbeurs.
Sinds 2002 was hij de CEO van Playlogic. Playlogic is een van de circa 22 wereldwijde uitgevers in de computerspelletjesindustrie met licenties voor alle platformen, waaronder Microsoft, Sony en Nintendo.
Op 1 juli 2005 lukte het de 58-jarige Smit om door alle aandelen van Donar Enterprises, Inc. te kopen Playlogic via een reverse merger een notering te laten krijgen op de Amerikaanse beurs. Sinds 2 augustus 2005 is de naam van Donar Enterprises gewijzigd in Playlogic Entertainment, Inc. met een hoofdkantoor in Amsterdam en New York. Het management wordt gevoerd door een international managementteam (Frans, Duits, Engels en Nederlands). Vicepresident van Playlogic is zijn zoon Rogier W. Smit, die ook medeoprichter was.
Eind 2010 werden alle activiteiten van deze onderneming overgenomen door Playlogic Entertainment N.V. Nadat de ontwikkeling van de games was gestaakt, werden de publishing-activiteiten overgenomen door een nieuwe holding, 24/7 Gaming Group N.V., waar ook de activiteiten in de gambling-industrie ondergebracht werden onder de merknaam WannaGaming. CEO van 24/7 Gaming Group is zijn zoon Rogier W. Smit, Willem Smit zelf is groot aandeelhouder en treedt op als adviseur.

## Nevenfuncties
- 1991 – 1996: Honorair Consul van de Republiek Hongarije